# Arondismentul Argentan
Arondismentul Argentan (în franceză Arrondissement d'Argentan) este un arondisment din departamentul Orne, regiunea Basse-Normandie, Franța.

## Subdiviziuni

### Cantoane
- Cantonul Argentan-Est
- Cantonul Argentan-Ouest
- Cantonul Athis-de-l'Orne
- Cantonul Briouze
- Cantonul Écouché
- Cantonul Exmes
- Cantonul La Ferté-Frênel
- Cantonul Flers-Nord
- Cantonul Flers-Sud
- Cantonul Gacé
- Cantonul Le Merlerault
- Cantonul Messei
- Cantonul Mortrée
- Cantonul Putanges-Pont-Écrepin
- Cantonul Tinchebray
- Cantonul Trun
- Cantonul Vimoutiers

### Comune
| 1. Almenêches (61002)                       | 2. Anceins (61003)                        | 3. Argentan (61006)                        | 4. Athis-de-l'Orne (61007)                    |
| 5. Aubry-en-Exmes (61009)                   | 6. Aubry-le-Panthou (61010)               | 7. Aubusson (61011)                        | 8. Aunou-le-Faucon (61014)                    |
| 9. Les Authieux-du-Puits (61017)            | 10. Avernes-Saint-Gourgon (61018)         | 11. Avernes-sous-Exmes (61019)             | 12. Avoine (61020)                            |
| 13. Bailleul (61023)                        | 14. Banvou (61024)                        | 15. Batilly (61027)                        | 16. Bazoches-au-Houlme (61028)                |
| 17. La Bazoque (61030)                      | 18. Beauchêne (61031)                     | 19. La Bellière (61039)                    | 20. Bellou-en-Houlme (61040)                  |
| 21. Berjou (61044)                          | 22. Bocquencé (61047)                     | 23. Boissei-la-Lande (61049)               | 24. Le Bosc-Renoult (61054)                   |
| 25. Boucé (61055)                           | 26. Le Bourg-Saint-Léonard (61057)        | 27. Brieux (61062)                         | 28. Briouze (61063)                           |
| 29. Bréel (61058)                           | 30. Cahan (61069)                         | 31. Caligny (61070)                        | 32. Camembert (61071)                         |
| 33. Canapville (61072)                      | 34. La Carneille (61073)                  | 35. Cerisy-Belle-Étoile (61078)            | 36. Chambois (61083)                          |
| 37. Champ-Haut (61088)                      | 38. Champcerie (61084)                    | 39. Les Champeaux (61086)                  | 40. Champosoult (61089)                       |
| 41. Chanu (61093)                           | 42. La Chapelle-Biche (61095)             | 43. La Chapelle-au-Moine (61094)           | 44. Chaumont (61103)                          |
| 45. Le Château-d'Almenêches (61101)         | 46. Le Châtellier (61102)                 | 47. Chênedouit (61106)                     | 48. Cisai-Saint-Aubin (61108)                 |
| 49. Clairefougère (61109)                   | 50. La Cochère (61110)                    | 51. Commeaux (61114)                       | 52. Coudehard (61120)                         |
| 53. Coulmer (61122)                         | 54. Coulonces (61123)                     | 55. La Coulonche (61124)                   | 56. La Courbe (61127)                         |
| 57. Courménil (61131)                       | 58. Couvains (61136)                      | 59. Craménil (61137)                       | 60. Croisilles (61138)                        |
| 61. Crouttes (61139)                        | 62. Dompierre (61146)                     | 63. Durcet (61148)                         | 64. Exmes (61157)                             |
| 65. Faverolles (61158)                      | 66. Fel (61161)                           | 67. La Ferrière-aux-Étangs (61163)         | 68. La Ferté-Frênel (61167)                   |
| 69. Flers (61169)                           | 70. Fleuré (61170)                        | 71. Fontaine-les-Bassets (61171)           | 72. Fontenai-sur-Orne (61173)                 |
| 73. La Forêt-Auvray (61174)                 | 74. Francheville (61176)                  | 75. La Fresnaie-Fayel (61178)              | 76. Fresnay-le-Samson (61180)                 |
| 77. La Fresnaye-au-Sauvage (61179)          | 78. Frênes (61177)                        | 79. Gacé (61181)                           | 80. Gauville (61184)                          |
| 81. La Genevraie (61188)                    | 82. Giel-Courteilles (61189)              | 83. Ginai (61190)                          | 84. Glos-la-Ferrière (61191)                  |
| 85. La Gonfrière (61193)                    | 86. Goulet (61194)                        | 87. Le Grais (61195)                       | 88. Guerquesalles (61198)                     |
| 89. Guêprei (61197)                         | 90. Habloville (61199)                    | 91. Heugon (61205)                         | 92. Joué-du-Plain (61210)                     |
| 93. Juvigny-sur-Orne (61212)                | 94. La Lande-Patry (61218)                | 95. La Lande-Saint-Siméon (61219)          | 96. La Lande-de-Lougé (61217)                 |
| 97. Landigou (61221)                        | 98. Landisacq (61222)                     | 99. Larchamp (61223)                       | 100. Lignou (61227)                           |
| 101. Lignères (61225)                       | 102. Loucé (61236)                        | 103. Lougé-sur-Maire (61237)               | 104. Louvières-en-Auge (61238)                |
| 105. Marcei (61249)                         | 106. Mardilly (61252)                     | 107. Marmouillé (61253)                    | 108. Le Merlerault (61275)                    |
| 109. Merri (61276)                          | 110. Messei (61278)                       | 111. Moncy (61281)                         | 112. Monnai (61282)                           |
| 113. Mont-Ormel (61289)                     | 114. Montabard (61283)                    | 115. Montgaroult (61285)                   | 116. Montilly-sur-Noireau (61287)             |
| 117. Montmerrei (61288)                     | 118. Montreuil-au-Houlme (61290)          | 119. Montreuil-la-Cambe (61291)            | 120. Montsecret (61292)                       |
| 121. Mortrée (61294)                        | 122. Moulins-sur-Orne (61298)             | 123. Médavy (61256)                        | 124. Le Ménil-Ciboult (61262)                 |
| 125. Ménil-Froger (61264)                   | 126. Ménil-Gondouin (61265)               | 127. Ménil-Hermei (61267)                  | 128. Ménil-Hubert-en-Exmes (61268)            |
| 129. Ménil-Hubert-sur-Orne (61269)          | 130. Ménil-Jean (61270)                   | 131. Le Ménil-Vicomte (61272)              | 132. Ménil-Vin (61273)                        |
| 133. Le Ménil-de-Briouze (61260)            | 134. Neauphe-sur-Dive (61302)             | 135. Neuville-sur-Touques (61307)          | 136. Neuvy-au-Houlme (61308)                  |
| 137. Nonant-le-Pin (61310)                  | 138. Notre-Dame-du-Rocher (61313)         | 139. Nécy (61303)                          | 140. Occagnes (61314)                         |
| 141. Ommoy (61316)                          | 142. Omméel (61315)                       | 143. Orgères (61317)                       | 144. Orville (61320)                          |
| 145. Le Pin-au-Haras (61328)                | 146. Planches (61330)                     | 147. Pointel (61332)                       | 148. Pontchardon (61333)                      |
| 149. Putanges-Pont-Écrepin (61339)          | 150. Rabodanges (61340)                   | 151. Le Renouard (61346)                   | 152. Ri (61349)                               |
| 153. Roiville (61351)                       | 154. Ronfeugerai (61353)                  | 155. Les Rotours (61354)                   | 156. Rânes (61344)                            |
| 157. Résenlieu (61347)                      | 158. Rônai (61352)                        | 159. Sai (61358)                           | 160. Saint-André-de-Briouze (61361)           |
| 161. Saint-André-de-Messei (61362)          | 162. Saint-Aubert-sur-Orne (61364)        | 163. Saint-Aubin-de-Bonneval (61366)       | 164. Saint-Brice-sous-Rânes (61371)           |
| 165. Saint-Christophe-de-Chaulieu (61374)   | 166. Saint-Christophe-le-Jajolet (61375)  | 167. Saint-Cornier-des-Landes (61377)      | 168. Saint-Evroult-Notre-Dame-du-Bois (61386) |
| 169. Saint-Evroult-de-Montfort (61385)      | 170. Saint-Georges-d'Annebecq (61390)     | 171. Saint-Georges-des-Groseillers (61391) | 172. Saint-Germain-d'Aunay (61392)            |
| 173. Saint-Germain-de-Clairefeuille (61393) | 174. Saint-Gervais-des-Sablons (61399)    | 175. Saint-Hilaire-de-Briouze (61402)      | 176. Saint-Jean-des-Bois (61410)              |
| 177. Saint-Lambert-sur-Dive (61413)         | 178. Saint-Loyer-des-Champs (61417)       | 179. Saint-Nicolas-de-Sommaire (61435)     | 180. Saint-Nicolas-des-Laitiers (61434)       |
| 181. Saint-Ouen-sur-Maire (61441)           | 182. Saint-Paul (61443)                   | 183. Saint-Philbert-sur-Orne (61444)       | 184. Saint-Pierre-d'Entremont (61445)         |
| 185. Saint-Pierre-du-Regard (61447)         | 186. Saint-Pierre-la-Rivière (61449)      | 187. Saint-Quentin-les-Chardonnets (61451) | 188. Sainte-Croix-sur-Orne (61378)            |
| 189. Sainte-Gauburge-Sainte-Colombe (61389) | 190. Sainte-Honorine-la-Chardonne (61407) | 191. Sainte-Honorine-la-Guillaume (61408)  | 192. Sainte-Opportune (61436)                 |
| 193. Saires-la-Verrerie (61459)             | 194. Le Sap (61460)                       | 195. Le Sap-André (61461)                  | 196. Sarceaux (61462)                         |
| 197. La Selle-la-Forge (61466)              | 198. Sentilly (61468)                     | 199. Serans (61470)                        | 200. Sevrai (61473)                           |
| 201. Silly-en-Gouffern (61474)              | 202. Survie (61477)                       | 203. Ségrie-Fontaine (61465)               | 204. Sévigny (61472)                          |
| 205. Taillebois (61478)                     | 206. Tanques (61479)                      | 207. Ticheville (61485)                    | 208. Tinchebray (61486)                       |
| 209. Touquettes (61488)                     | 210. Les Tourailles (61489)               | 211. Tournai-sur-Dive (61490)              | 212. La Trinité-des-Laitiers (61493)          |
| 213. Trun (61494)                           | 214. Urou-et-Crennes (61496)              | 215. Vieux-Pont (61503)                    | 216. Villebadin (61504)                       |
| 217. Villedieu-lès-Bailleul (61505)         | 218. Villers-en-Ouche (61506)             | 219. Vimoutiers (61508)                    | 220. Vrigny (61511)                           |
| 221. Les Yveteaux (61512)                   | 222. Yvrandes (61513)                     | 223. Échalou (61149)                       | 224. Échauffour (61150)                       |
| 225. Écorches (61152)                       | 226. Écouché (61153)                      |                                            |                                               |